# Pornhub
Pornhub, parte da "Pornhub NETWORK", é um website destinado ao compartilhamento de conteúdo  pornográfico, de propriedade da empresa canadense MindGeek, dos empresários canadenses  Feras Antoon e David Marmorstein Tassillo. É o segundo maior e mais popular de seu gênero Cerca de 100 milhões de pessoas acessam o site, junto dos outros dois maiores portais dedicados ao gênero, XVideos e XNXX
Foram relatados incidentes do Pornhub hospedando pornografia não consensual. A empresa foi criticada por suas respostas lentas ou inadequadas a alguns desses incidentes, incluindo a hospedagem do canal Girls Do Porn, que foi fechado em 2019 após uma ação judicial e acusações de tráfico sexual. Em dezembro de 2020, após um artigo do New York Times sobre esse tipo de conteúdo, as operadoras de cartões de crédito Mastercard e Visa cortaram seus serviços para o Pornhub. Em resposta, o Pornhub removeu todos os vídeos de usuários não verificados.

## Histórico
Em 2012, o jornal The Huffington Post destacou a tentativa do website em ter um anúncio comercial exibido durante o Super Bowl daquele ano, entretanto, a emissora responsável pelo evento rejeitou a inclusão da esquete, ainda que ela não tivesse conteúdo explicitamente sexualizado, por ser ilegal a exibição de pornografia na televisão americana, e a emissora não pretendia se associar com a promoção do gênero, acreditando que a exibição do comercial poderia ser visto como um endosso ao material promovido, o que poderia gerar um processo de responsabilização pela "Federal Communications Commission".
No dia 16 de março de 2017, o site resolveu fazer uma campanha, pedindo para que os usuários mandassem vídeos fazendo sexo fantasiados de panda-gigante, de forma a incentivar o sexo entre estes animais, que estão ameaçados de extinção pela falta de reprodução. Alguns cientistas levantaram a hipótese de que vídeos desses animais copulando poderia incentivar os pandas a praticar o ato.

## Controvérsias
Em dezembro de 2020, Nicholas Kristof no The New York Times descreveu a Pornhub como uma empresa que "monetiza estupros infantis, pornografia de vingança, vídeos de câmera espiã de mulheres tomando banho, conteúdo racista e misógino e imagens de mulheres sendo asfixiadas em sacos plásticos." Em resposta ao relatório, o Pornhub anunciou que não aceitaria mais vídeos de usuários não identificados e desativaria os downloads dos mesmos. Visa e Mastercard também anunciaram que revisariam seus laços financeiros com o Pornhub. Em 10 de dezembro de 2020, Mastercard e Visa bloquearam o uso de seus cartões no Pornhub. O Pornhub disse ao New York Times que essas afirmações eram "irresponsáveis e flagrantemente falsas".
Em 14 de dezembro de 2020, o Pornhub anunciou que todos os vídeos postados por usuários não verificados foram removidos do acesso público para "verificação e revisão pendentes".
No Brasil, segundo Clayton Nunes, CEO da Brasileirinhas, os responsáveis por enviar pornografia não consensual ao Pornhub são os mesmos que enviavam pornografia violando direitos autorais. Como prova disso, ele apontou o fato dos vídeos piratas do Brasileirinhas no Pornhub ter caído para zero, após o banimento das contas. Já no Xvideos, Spank Bang e XHamster, que não verifica os usuários, a produtora ainda precisa pedir para remover vídeos por direitos autorais.
Em 12 de março de 2014, o Pornhub foi banido da Rússia pelo Serviço Federal de Supervisão de Comunicações, Tecnologia da Informação e Meios de Comunicação de Massa (Roskomnadzor). O motivo foi a publicação de um vídeo pornográfico, cuja atriz parecia muito jovem, por denúncia de alguns usuários do portal.